# Orosírico

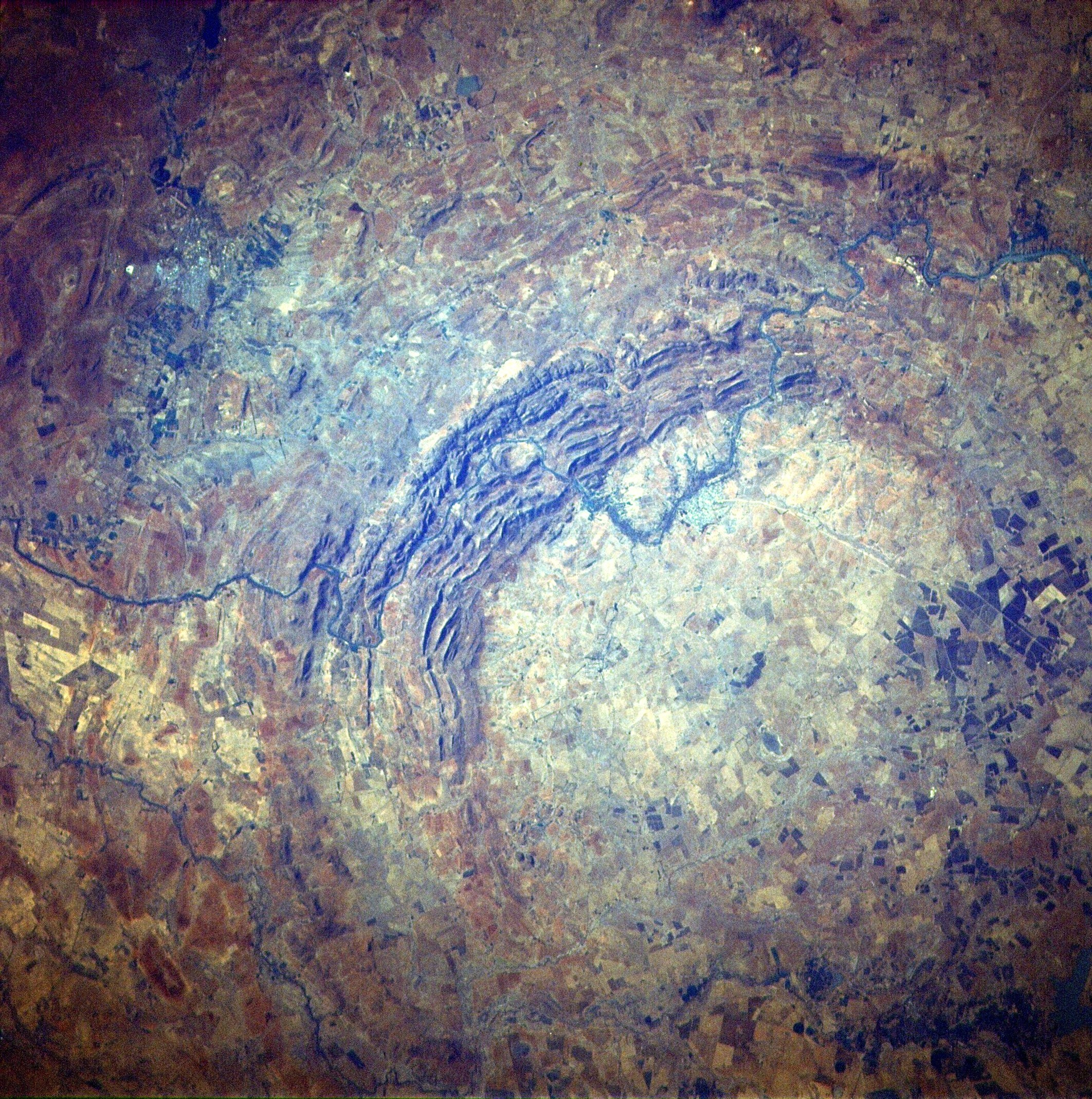
Cráter de Vredefort.

El Orosírico u Orosiriano (del griego ὀροσειρά, orosira, 'cordillera') es el tercer período y sistema de la era y eratema Paleoproterozoico en la  escala temporal geológica. Comienza hace 2050 millones de años y finaliza hace 1800 millones de años, durando 250 millones de años. En lugar de estar basadas en estratigrafía, estas fechas se definen cronométricamente.
Hace unos 1900 millones de años se produjo uno de los mayores episodios magmáticos de la historia de la Tierra, debido probablemente a una gigantesca avalancha mantélica. Otros episodios similares, se han producido aproximadamente cada 800 millones de años: el primero y más intenso hace 2700 Ma, en el Neoarcaico, y otro, de menor intensidad que los dos anteriores, hace 1200 Ma, en el límite Ectásico-Esténico.
La segunda mitad de este período fue un episodio de intensa orogenia en prácticamente todos los continentes. Probablemente, durante este período, la atmósfera de la Tierra pasó a ser oxigénica debido a la fotosíntesis de las cianobacterias.
Dos de los más grandes acontecimientos de impacto conocidos sobre la Tierra se produjeron durante el Orosírico. Al comienzo del período, hace 2023 millones de años, el impacto de un gran asteroide creó el cráter de Vredefort. El evento que creó el cráter de Sudbury se produjo cerca del final del período, hace 1850 millones de años. 
| Supereón    | Eón Eonotema     | Era Eratema                | Periodo Sistema            | Inicio, en millones de años |
| ----------- | ---------------- | -------------------------- | -------------------------- | --------------------------- |
| Precámbrico | Proterozoico     | Neo- proterozoico          | Ediacárico Ediacariano     | ~635                        |
| Precámbrico | Proterozoico     | Neo- proterozoico          | Criogénico Criogeniano     | ~720                        |
| Precámbrico | Proterozoico     | Neo- proterozoico          | Tónico Toniano             | 1000                        |
| Precámbrico | Proterozoico     | Meso- proterozoico         | Esténico Steniano          | 1200                        |
| Precámbrico | Proterozoico     | Meso- proterozoico         | Ectásico Ectasiano         | 1400                        |
| Precámbrico | Proterozoico     | Meso- proterozoico         | Calímico Calymmiano        | 1600                        |
| Precámbrico | Proterozoico     | Paleo- proterozoico        | Estatérico Statheriano     | 1800                        |
| Precámbrico | Proterozoico     | Paleo- proterozoico        | Orosírico Orosiriano       | 2050                        |
| Precámbrico | Proterozoico     | Paleo- proterozoico        | Riásico Rhyaciano          | 2300                        |
| Precámbrico | Proterozoico     | Paleo- proterozoico        | Sidérico Sideriano         | 2500                        |
| Precámbrico | Arcaico Arqueano | Neoarcaico Neoarqueano     | Neoarcaico Neoarqueano     | 2800                        |
| Precámbrico | Arcaico Arqueano | Mesoarcaico Mesoarqueano   | Mesoarcaico Mesoarqueano   | 3200                        |
| Precámbrico | Arcaico Arqueano | Paleoarcaico Paleoarqueano | Paleoarcaico Paleoarqueano | 3600                        |
| Precámbrico | Arcaico Arqueano | Eoarcaico Eoarqueano       | Eoarcaico Eoarqueano       | 4031±3                      |
| Precámbrico | Hádico Hadeano   | Hádico Hadeano             | Hádico Hadeano             | 4567                        |